# Lassina Abdoul Karim
Lassina Abdoul Karim es un defensa que actualmente juega en el club camerunés Cotonsport Garoua.

## Trayectoria
| Club              | País    | Año       |
| ----------------- | ------- | --------- |
| Sahel SC          | Níger   | 1999-2003 |
| Cotonsport Garoua | Camerún | 2003-2005 |
| Sahel SC          | Níger   | 2005-2007 |
| Cotonsport Garoua | Camerún | 2007-     |

- Datos: Q3072427